# Валенте, Лаура
Лаура Валенте (итал. Laura Valente; род. 1963, Милан, Италия) — итальянская певица и музыкант. Вдова певца Джузеппе Манго.

## Биография
Родилась в Милане 3 сентября 1963 года.
В 1984—1989 годах выступала сольно.
В конце 1989 года Лаура Валенте была приглашена в группу Matia Bazar вместо Антонеллы Руджеро и выступала в ней до 1999 года.
В 1991 году вышел первый альбом группы с участием Лауры Валенте — Anime pigre.
В 1999 году вернулась к сольным выступлениям.
С 1985 по 2014 год была замужем за певцом Джузеппе Манго (1954—2014). У них двое детей: сын Филиппо и дочь Анджелина.

## Дискография

### Альбомы
- 1985 — Tempo di Blues (Fonit Cetra)

### Синглы
- 1985 — Tempo di Blues / Isole nella corrente (Fonit Cetra)
- 1988 — Blu notturno / Blu notturno (versione II) (EMI)
- 2004 — Wuthering Heights (1st Groove)